# Butterfly on a Wheel
Butterfly on a Wheel (bra: Encurralados; prt: Atormentados), também chamado de Shattered, é um filme britano-canado-estadunidense de 2007, dos gêneros drama, suspense e policial, dirigido por Mike Barker.

## Sinopse
A dona de casa Abby e o ambicioso executivo Neil formam um casal feliz nos subúrbios de Chicago, com sua filha de cinco anos. Para não perder a chance de uma promoção, Neil aceita um convite para um fim de semana com o chefe e falta ao aniversário da esposa — o que trará terríveis consequências.

## Elenco
- Pierce Brosnan - Tom Ryan
- Maria Bello - Abby Randall
- Gerard Butler - Neil Randall
- Callum Keith Rennie - Detetive McGrath
- Dustin Milligan - Matt Ryan
- Claudette Mink - Judy Ryan